# Laus Høybye
Laus Rottbøll Høybye (* 11. Dezember 1978 in Farum) ist ein dänischer Schauspieler.

## Leben
Laus Høybye wuchs als Sohn eines Lehrer-Ehepaares in der ostdänischen Kleinstadt Farum auf.
Bereits ab seinem elften Lebensjahr wirkte Høybye als Kinderdarsteller in mehreren Spielfilmen mit. Nach seinem Schulabschluss absolvierte er von 1995 bis 1998 seine Schauspielausbildung an der Schauspielschule des Odense Teater, wo er im Jahr 1998 auch sein Bühnendebüt als Darsteller hatte und dort anschließend bis zum Jahr 2005 als festes Ensemblemitglied engagiert war. Als Bühnendarsteller wirkte er in zahlreichen Theaterstücken und Musicals wie Die Olsenbande und das russische Juwel mit, wo er die Rolle des Børge Jensen spielte. Er stand unter anderem am Folketeatret, Königlichen Theater Kopenhagen, am Aarhus Teater, am Theater Helsingør, am Nørrebro-Theater, am Betty-Nansen-Theater, am Gronnegards-Theater, am Østre Gasværk-Teater oder im Vergnügungspark Tivoli auf der Bühne. Seit dem Jahr 1990 hat Høybye als Schauspieler vor der Kamera in bislang mehr als 20 Film-und-Fernsehproduktionen mitgewirkt. Høybye ist auch als Synchronsprecher für Animationsfilme und Zeichentrickfilme wie Asterix oder Hercules sowie auch für Computerspiele wie beispielsweise Lego Star Wars aktiv.
Laus Høybye hat aus einer früheren Beziehung eine Tochter (* 2014) und wohnt mit seinem Lebensgefährten Daniel Kern in Kopenhagen.

## Filmografie (Auswahl)
- 1990: Camping
- 1991: Cecilia
- 1992: Frech wie Krümel
- 1993: Krümel im Chaos
- 1994: Krümel hat Ferien
- 1996: Krummernes Jul (Fernsehserie, 24 Folgen)
- 1998: Davids Buch
- 1999: Mifune
- 2000–2003: Skjulte spor (Fernsehserie)
- 2007: Hvid nat
- 2008: Remix
- 2008: Dig og mig
- 2009: Der Pakt (Fernsehserie, 24 Folgen)
- 2011–2012: Lykke (Fernsehserie, 18 Folgen)
- 2015: Ditte & Louise (Fernsehserie, 3 Folgen)
- 2018: Sa laenge jeg lever

## Auszeichnungen für Musikverkäufe
| Goldene Schallplatte - Dänemark - 2024: für das Lied Man Er Som Man Er |

| Land/RegionAuszeichnungen für Musikverkäufe (Land/Region, Auszeichnungen, Verkäufe, Quellen) | Gold  | Platin | Verkäufe | Quellen |
| -------------------------------------------------------------------------------------------- | ----- | ------ | -------- | ------- |
| Dänemark (IFPI)                                                                              | Gold1 | —      | 45.000   | ifpi.dk |
| Insgesamt                                                                                    | Gold1 | —      |          |         |